# Ulla Viotti

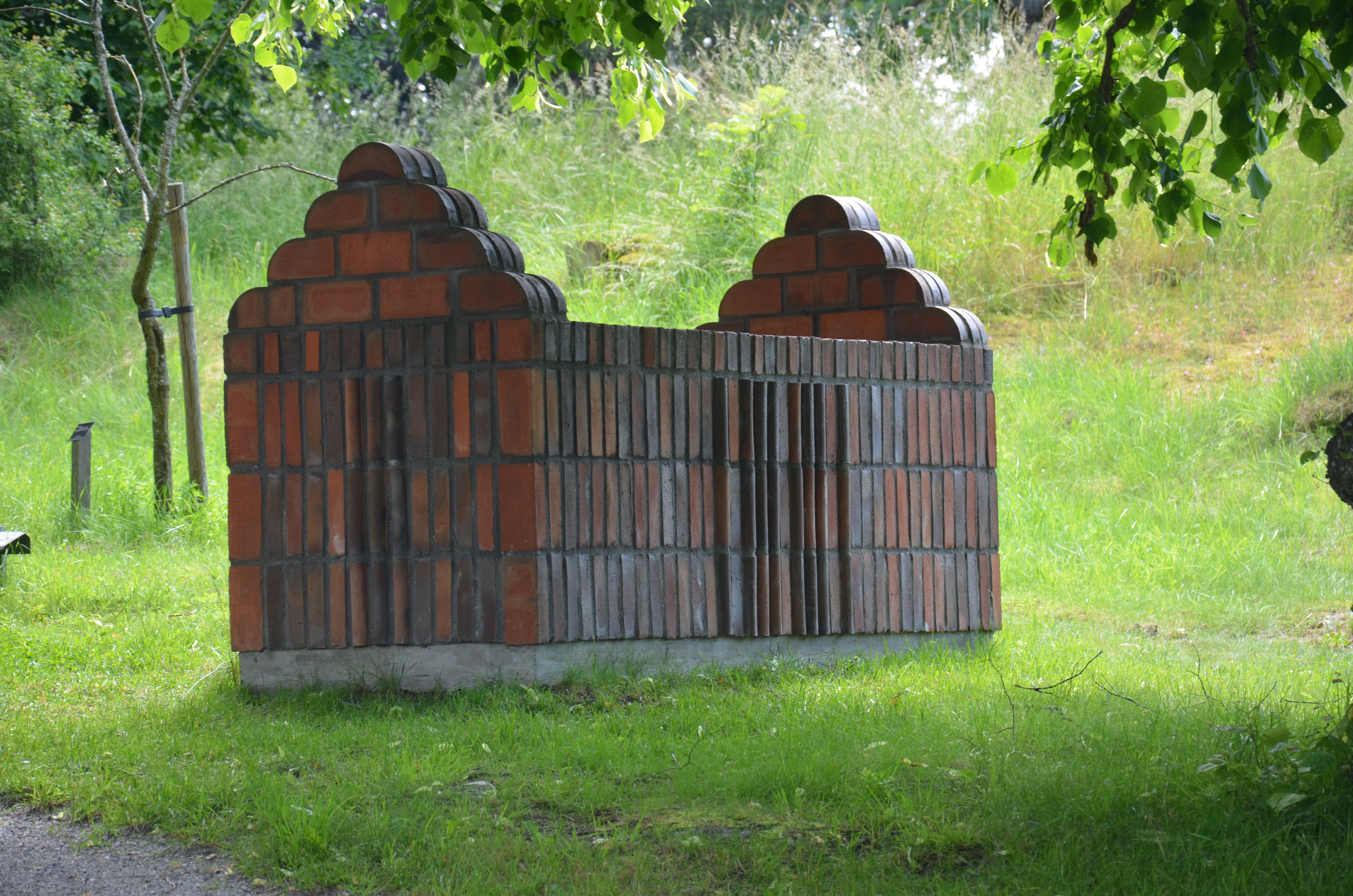
Bibliotek - Sarkofag, 2008, Görvälns slotts skulpturpark.

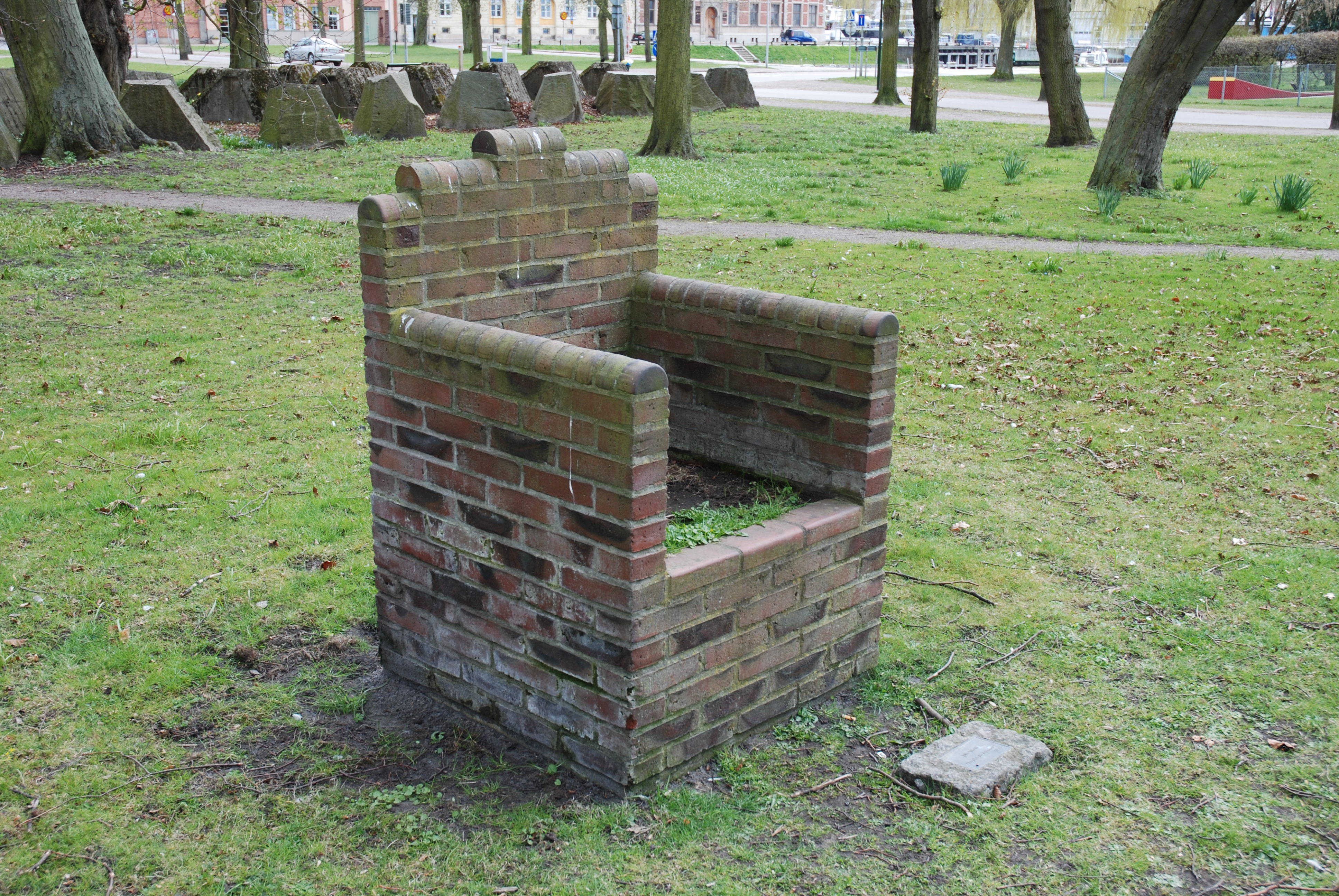
En plats för drömmar, tegel och gräs, Kaptensgårdens Skulpturpark i Landskrona.

Ulla Lilli Marianne Viotti, född 20 november 1933 i Eskilstuna, Södermanlands län, död 14 juli 2025 i Simris distrikt i Simrishamns kommun, Skåne län, var en svensk målare, skulptör och keramiker.  
Ulla Viotti var dotter till kantorn Gösta Viotti och konstnären Viveka Ehnbom. Hon utbildade sig på School of Art i Blackpool i Storbritannien 1950–1951 och på Konstfackskolan i Stockholm 1952–1956, först två år vid avdelningen för keramik och därefter vid skolans högre konstindustriella avdelning. Därefter följde ett antal studieresor till bland annat England, Danmark, Italien, Frankrike, Grekland och Främre Orienten. Hon tilldelades ett stipendium från Svenska slöjdföreningen och stipendium ur Kungafonden 1961 samt ett resestipendium från Värmlands musei vänner. Hon inbjöds av International Symposium for Architectural Ceramics till en halvårslång vistelse i Israel 1966–1967. Separat har hon ställt ut i bland annat Karlskoga och hos Konsthantverkarna i Stockholm. Tillsammans med Gerd Hagman och Clara Salander ställde hon ut i Umeå 1962 och tillsammans med Birger Forsberg i Karlstad samt tillsammans med Gabi Citron-Tengborg och Märit Lindberg-Freund i Gällivare. 
Sedan 1958 medverkade hon i ett flertal utställningar av Länets konst på Örebro läns museum samt Wadköpingsbornas sommarutställningar 1965–1966, Värmlands konstförenings höstsalonger på Värmlands museum, Sörmlandssalongerna i Eskilstuna, Nyköping och Södertälje samt Svensk hemslöjds jubileumsutställning på Liljevalchs konsthall 1962 och Svenska slöjdföreningens utställning Form-Fantasia. Internationellt var hon representerad vid utställningar i Viterbo, Haifa och Tel-Aviv. Hon arbetade i Karlskoga 1960–1965, i Wadköping i Örebro 1965–1976 och Hammenhög på Österlen 1976–2005. Sedan 2005 bodde och arbetade hon i Brantevik på Österlen. Hennes konst består av rustikt lergods av nyttoföremål, keramiska skulpturer och lergodsreliefer samt målningar och teckningar. Viotti är representerad vid bland annat Nationalmuseum i Stockholm, Värmlands museum, Jönköpings läns museum och israeliska statens samlingar. Örebro läns museum har genom en donation en stor samling av hennes konst.

## Offentliga verk i urval
- Skattgömman, keramik, 1971, Swedbank, Örebro
- Utsmyckning av interiörer, tegel, 1983, tingsrätten i Nyköping
- Havsbrus, keramik, omkring 1987, Örebro konserthus
- Energi, tegel 1991, Malmö Energi AB i Malmö
- Tegelmuren, tegel, 1993, Tele Sønderjylland i Aabenraa
- Cimbris, tegel, 1997, Simrishamn
- Energi-Magi, tegel, 1998, Konst på Hög, Kvarntorpshögen i Kumla
- Bibliotek, tegel, 2000, Konsthallen Hishult
- Föränderlig profil, tre tegelskulpturer vid entrén till Lasarettet i Trelleborg
- En plats för drömmar, tegel, Kaptensgårdens skulpturpark vid Landskrona Konsthall
- Skohörnan, tegel, 2006, Sveavägen/Köpmangatan 19 i Kumla
- Kaptenens gruva, tegel, 2008, Kaptenens trädgård i Höganäs
- Den som äger en boksamling och en trädgård saknar intet!, tegel, utanför biblioteket i Staffanstorp

## Bildgalleri

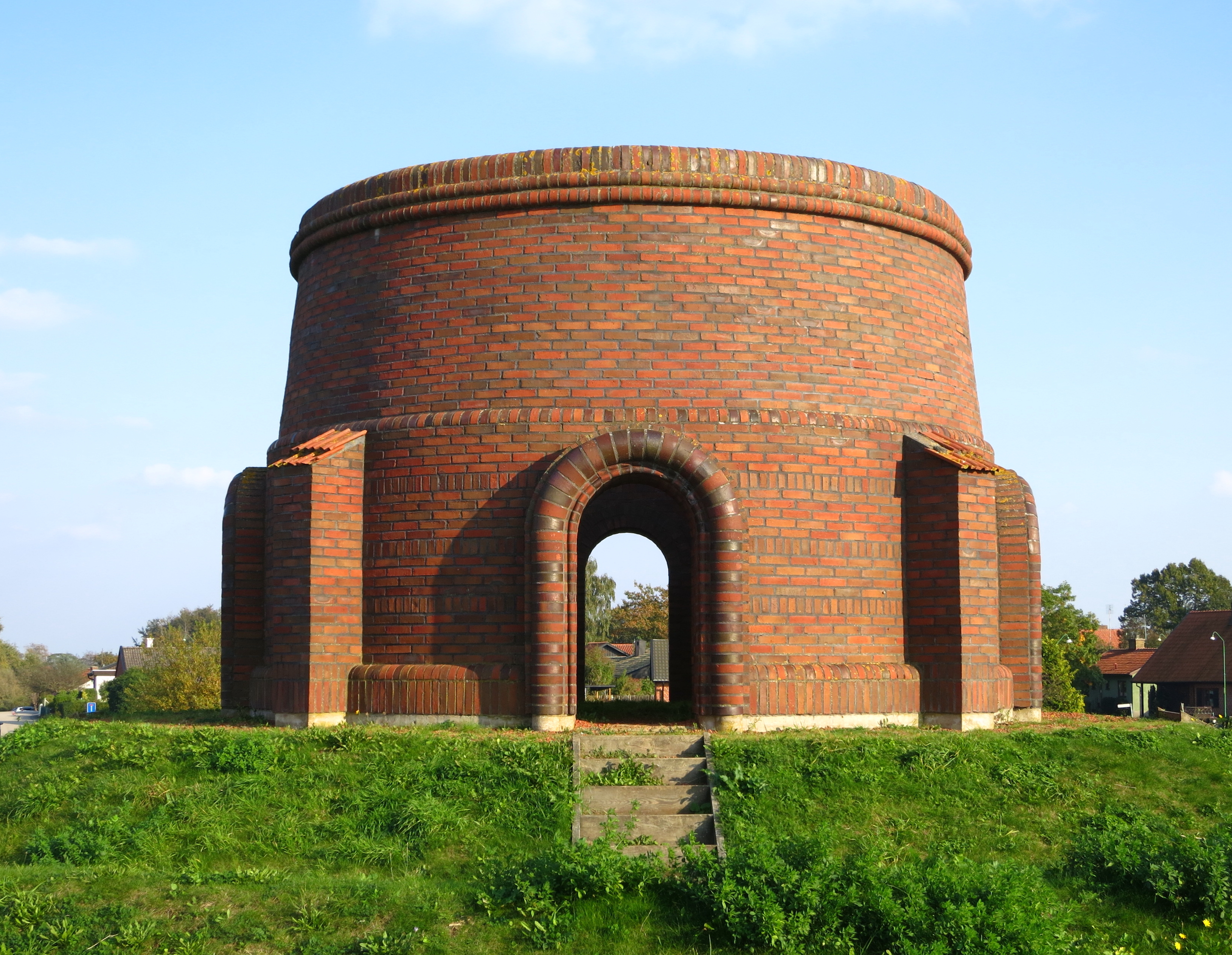
Cimbris i Simrishamn.
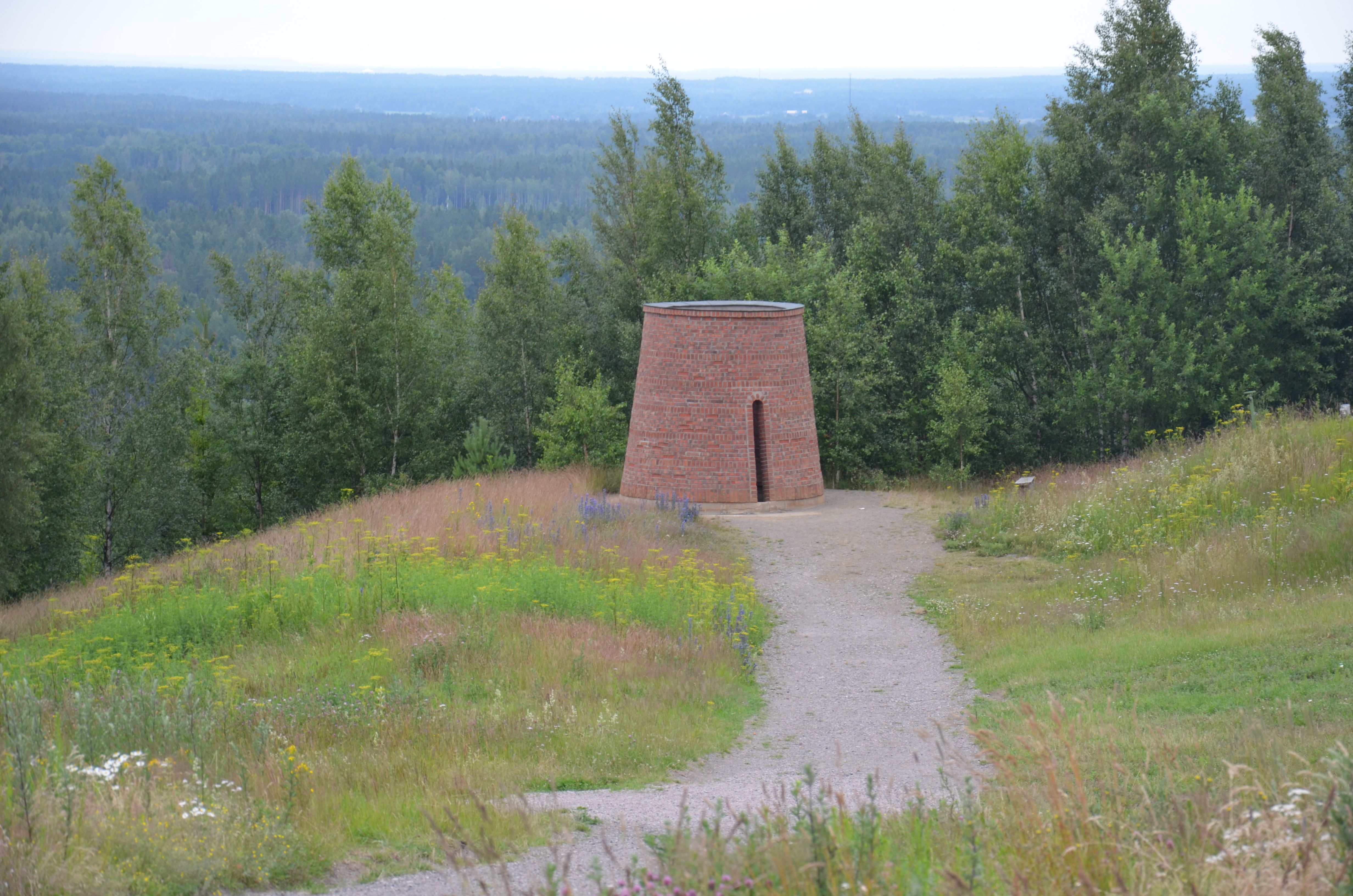
Energi-Magi, Konst på Hög.
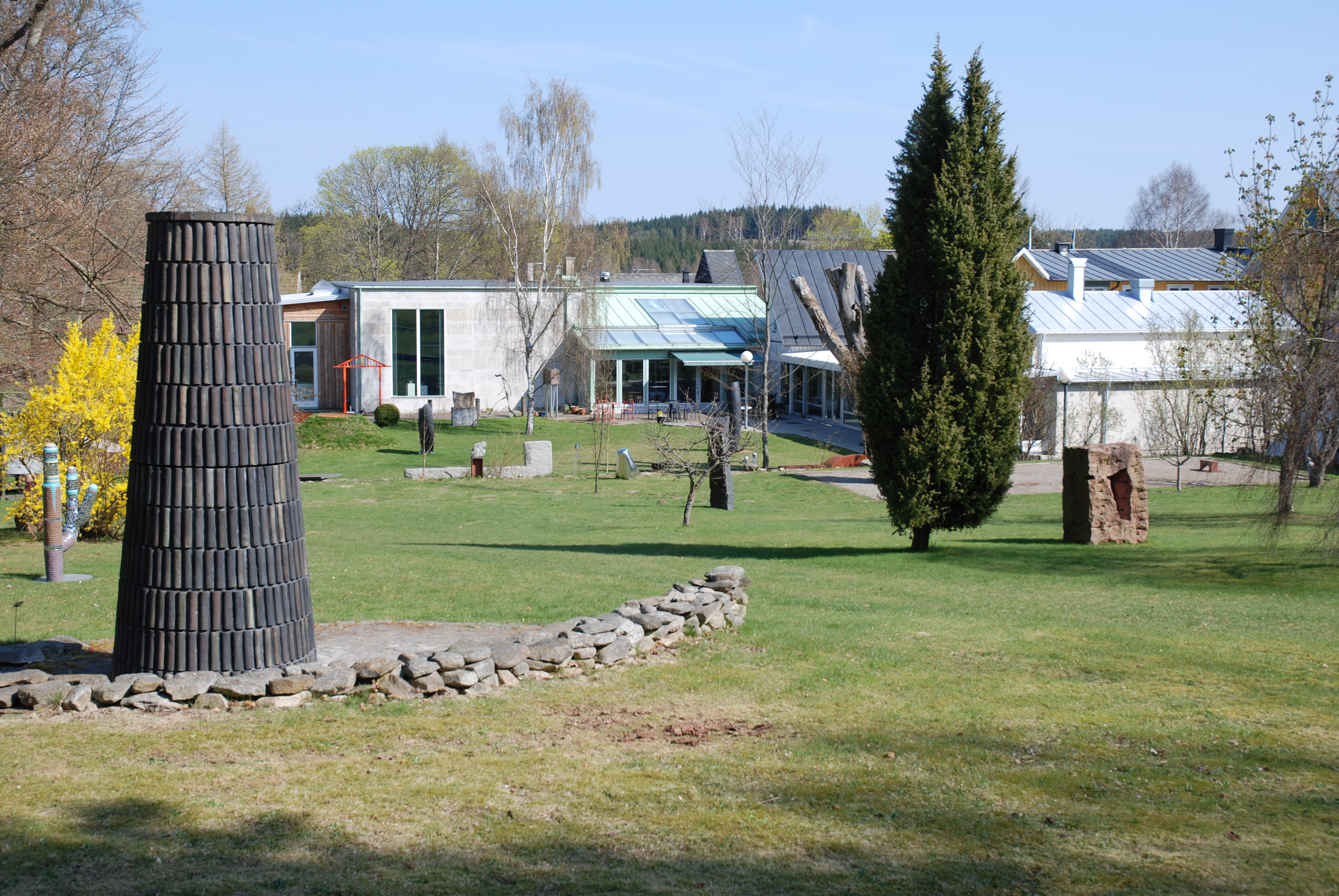
Parken vid Konsthallen Hishult.
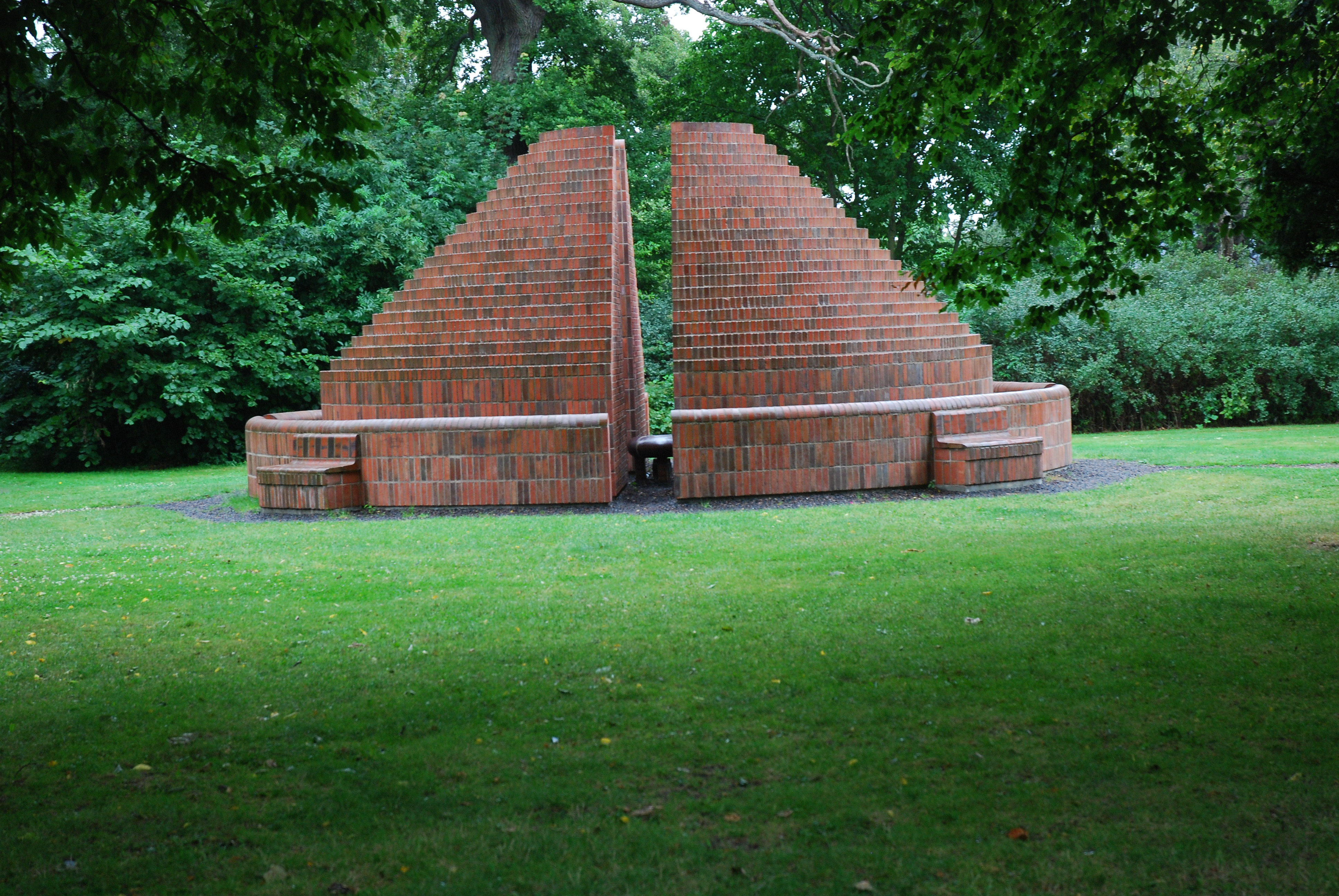
Kaptenens gruva i Höganäs.